# Unchahar
Unchahar é uma cidade e uma nagar panchayat no distrito de Rae Bareli, no estado indiano de Uttar Pradesh.

## Demografia
Segundo o censo de 2001, Unchahar tinha uma população de 9305 habitantes. Os indivíduos do sexo masculino constituem 51% da população e os do sexo feminino 49%. Unchahar tem uma taxa de literacia de 57%, inferior à média nacional de 59.5%: a literacia no sexo masculino é de 66% e no sexo feminino é de 48%. Em Unchahar, 17% da população está abaixo dos 6 anos de idade.